# لحظات دلگیر
لحظات دلگیر (انگلیسی: Bleak Moments) فیلمی به کارگردانی مایک لی است که در سال ۱۹۷۱ منتشر شد. از بازیگران آن می‌توان به لیز اسمیت اشاره کرد. لحظات دلگیر اولین فیلم مایک لی بود.